# Mirari vos
L'enciclica Mirari vos è stata pubblicata da papa Gregorio XVI il 15 agosto 1832. Con tale enciclica venivano condannati tutti i principi del liberalismo religioso e politico. Anche se non era mai nominato espressamente veniva soprattutto respinto il tentativo di Félicité de La Mennais e del suo giornale L'Avenir di introdurre nell'alveo della Chiesa le tesi liberali.
La Mennais poteva far valere il suo passato ultramontano e la strenua difesa della libertà della Chiesa, ma trovò avversi sia il nunzio apostolico, sia la Compagnia di Gesù.

## Punti principali dell'enciclica
- condanna delle tesi della necessità di un rinnovamento della Chiesa:

(Gregorio XVI, Mirari vos)
- riaffermazione dell'indissolubilità del matrimonio...

(Gregorio XVI, Mirari vos)
- ... e del celibato ecclesiastico

(Gregorio XVI, Mirari vos)
- condanna dell'indifferentismo religioso:

(Gregorio XVI, Mirari vos)
- condanna della libertà di coscienza intesa come corollario dell'indifferentismo:

(Gregorio XVI, Mirari vos)
- condanna della libertà di pensiero e di stampa:

(Gregorio XVI, Mirari vos)
- riaffermazione del dovere di sottomissione ai sovrani legittimi:

(Gregorio XVI, Mirari vos)
- condanna della separazione tra Stato e Chiesa:

(Gregorio XVI, Mirari vos)
- appello all'aiuto statale (concezione cattolica dello Stato):

(Gregorio XVI, Mirari vos)
L'enciclica riaffermava, sul piano politico l'appoggio della Santa Sede alle posizioni favorevoli all'assolutismo (distacco delle posizioni della borghesia intellettuale) e, sul piano ecclesiastico, il rigetto della linea dei cattolici liberali.
Il cardinal Pacca inviò a La Mennais, Lacordaire e Charles de Montalembert una lettera in cui si diceva chiaramente che il papa intendeva colpire con l'enciclica la linea di pensiero dell'Avenir.